# Bisaltes roseiceps
Bisaltes roseiceps es una especie de escarabajo longicornio del género Bisaltes, subfamilia Lamiinae. Fue descrita científicamente por Breuning en 1939.
Se distribuye por Bolivia, Brasil y Paraguay. Posee una longitud corporal de 7,5-10,5 milímetros.